# Zličané

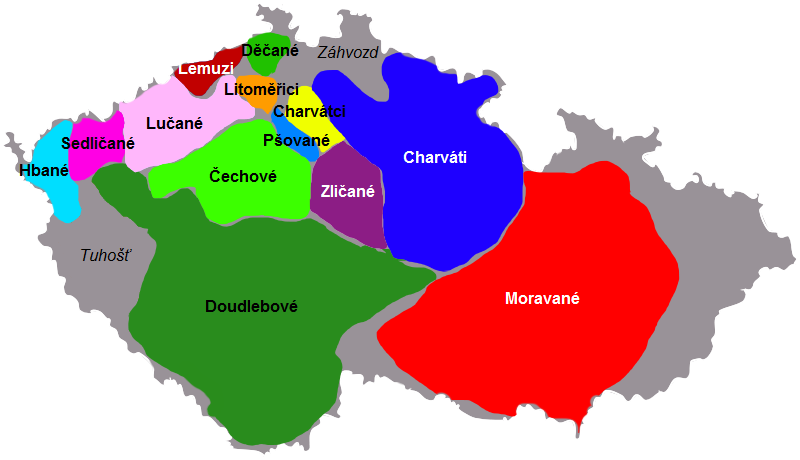
Zličané na mapě s ostatními kmeny v hranicích moderní České republiky

Zličané je pojmenování jedné ze skupin obyvatel Čech před vznikem přemyslovského státu. 
Podle starších předpokladů se jednalo o západoslovanský kmen, který po svém příchodu do Čech přispěl ke sjednocení zdejších slovanských kmenů a k rozvoji přemyslovského státu. Novější teorie považuje tzv. české kmeny za malá knížectví, jejichž obyvatelé byli součástí jednoho kmene Čechů.
V Dalimilově kronice ze 14. století je jmenován zlický Radslav, přemožený svatým Václavem v 10. století. Je tak pojmenovaná a ke Zličanům přiřazená postava kouřimského knížete známá ze starších legend.